# Свети Георги (Чохалари)
Вижте пояснителната страница за други значения на Свети Георги.
„Свети Георги“ (на гръцки: Αγίου Γεωργίου) е възрожденска православна църква в село Чохалари (Партени), Гърция, част от Воденската, Пелска и Мъгленска епархия. В архитектурно отношение храмът е класическата за XIX век трикорабна базилика. Според надписа над югоизточния трегер е издигната в 1856 година. Църквата е изписана и на иконостаса има икони от XIX век.
След Младотурската революция в 1909 година жителите на Чохалари изпращат следната телеграма до Отоманския парламент:
| „ | Молим ви от името на 15 семейства българи екзархисти да ни се даде припадающата част от селското ни училище и черкуването ни да става подред в черквата, която е направена с парите на всички селяни, и която още през стария режим е поверена на 19 семейства патриаршисти. От името на българите в с. Чохалари Алексо Трайков. | “ |

Църквата е обявена за исторически паметник на 25 октомври 1994 година.